# Palindiona guttata
Palindiona guttata là một loài bướm đêm trong họ Noctuidae.